# I Love My Dad
I Love My Dad és una pel·lícula de comèdia estatunidenca del 2022 escrita i dirigida per James Morosini, inspirada en fets reals de la seva vida. És protagonitzada per Patton Oswalt, el mateix Morosini i Claudia Sulewski. La pel·lícula es va estrenar al festival de cinema de South by Southwest el 12 de març de 2022 i als cinemes dels Estats Units el 5 d'agost del mateix any. S'ha doblat i subtitulat al català.
El rodatge principal va tenir lloc a Syracuse (Nova York) i es va acabar el juny de 2021.
Al festival de cinema de South by Southwest, la pel·lícula va guanyar els premis del jurat i del públic al concurs de llargmetratges narratius.